# Морозов, Викула Елисеевич
Викул Елисеевич Морозов, (1829, деревня Зуево Богородского уезда Московской губернии —1894, Москва) — купец первой гильдии, мануфактур-советник, коммерции советник, промышленник, старообрядец.

## Биография
Викул Елисеевич Морозов родился в 1829 году в деревне Зуево Богородского уезда Московской губернии. Он происходил из рода крупных купцов и промышленников Морозовых. Его отцом был потомственный почётный гражданин, богородский купец 1-й гильдии Елисей Саввич Морозов (1798—1868), матерью — Евдокия Демидовна (1797—1886)(в некоторых документах Евдокия Демидовна упоминается как Авдотья Диомидовна). В семье Елисея Саввича и Евдокии Демидовны родилось четверо детей: Викул, Евдокия, Аграфена и Александра.
Первой фабрикой Елисея Саввича была бумажная и полотняноткацкая фабрика в Новозуеве, построенная на его собственной земле, площадь которой составляла 40 десятин. В документах 1841 года эта фабрика значится как «вольная бумажная фабрика» покровского 2-й гильдии купца Елисея Морозова. На фабрике в то время было 850 ткацких станков и работало 850 домашних ткачей, они вырабатывали бумажные ткани — нанку, сарпинку, миткаль, и другие ткани на сумму до 100 рублей в год. Когда Елисей Саввич отошел от руководства фабрикой, его место заняли его супруга Евдокия Демидовна и его сын Викул Елисеевич.

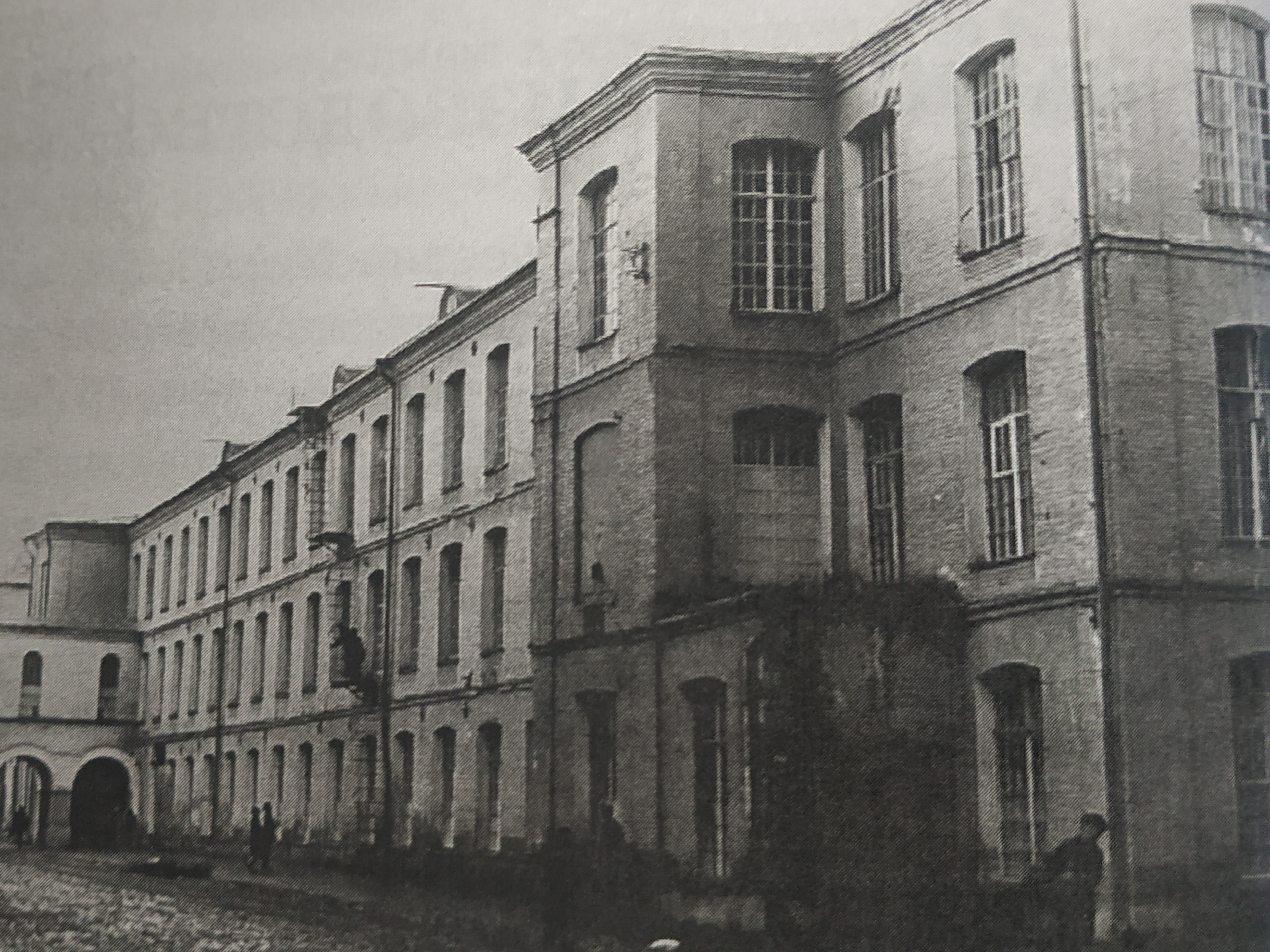
Самоткацкая фабрика Викулы Морозова

В мае 1859 года Викул Елисеевич приступил к строительству механическо-ткацкого заведения, которое бы работало при использовании паровых двигателей иностранного производства. Предприятие было построено в местечке Никольское. Здание сохранилось до нашего времени, расположено на улице Ленина. В 1865 году Викул Елисеевич Морозов, потомственный почётный гражданин, покровский 1-й гильдии купец, открыл бумаготкацую фабрику напротив самоткацкой фабрики. Вторая фабрика получила название Новой самоткацкой фабрики — её здание можно увидеть и сейчас, в наше время здесь располагается ТЦ «Фабрика» по улице Ленина, 86. Фабрики Викула Елисеевича также называли «Сухоборскими фабриками», потому что они располагались на пустоши, часть которой называлась Сухобор.
В 1874 году на фабриках Викула Морозова стали производить миткаль, бязь, репс, сарпинку, тик, парусинку, карусет, казинет, демикутон. Ткани продавались в Москве либо на Нижегородской, Ирбитской и других ярмарках.

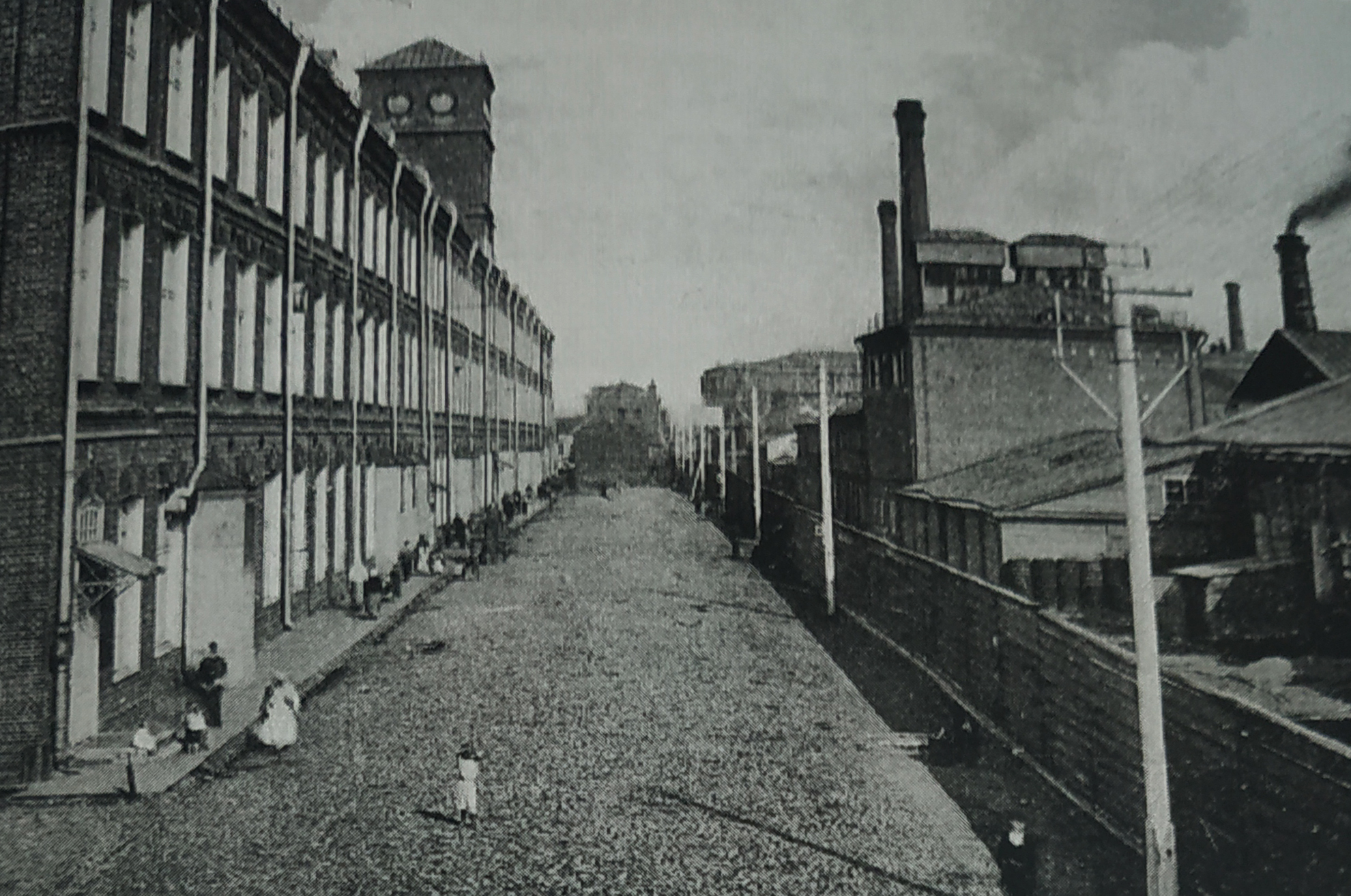
Отбельно-отделочная или ситцепечатная фабрика Викула Морозова

О Викуле Елисеевиче Морозове сохранились воспоминания в трудах его современников:
Викул Елисеевич...из всех Морозовых один выделялся замечательной гуманностью у фабричным, служащим и всем, с ним и его фирмой дела имеющимМосковский бытописатель Дмитрий Алексеевич Покровский
В 1873—1875 годах и 1879—1887 годах был выборным Московского биржевого комитета.
Еще одну, отбельно-отделочную или ситцепечатную фабрику Викул Морозов открыл по одним данным в 1878 году, по другим в 1892 году. Предприятие располагалось во дворе Никольской конторы и сохранилось до нашего времени — сейчас здание в полуразрушенном состоянии расположено во дворе ТЦ «Орех».
В 1882 году Викул Морозов принял решение о преобразовании своей мануфактуры в паевое товарищество. Он создал проект Устава и представил его на утверждение в Министерство финансов. В. Е. Морозов хотел, чтобы его Товарищество стало официально называться «Никольской мануфактурой Викул Морозова с сыновьями». Против этого выступил его дядя, Тимофей Саввич Морозов, который в 1873 году учредил Товарищество Никольской мануфактуры. Викул и Тимофей Морозовы обратились к владимирскому губернатору для того, чтобы их рассудили. Тимофей Саввич Морозов заявил, что если еще какое-либо другое Товарищество, помимо его собственного, будет называться Никольской мануфактурой, то это может ввести в заблуждение покупателей, тем более, что обе фабрики занимаются выпуском одной и той же продукции. Тимофей Саввич в своем заявлении сделал акцент на том, что товары его фабрики уже известны среди покупателей и пользуются спросом, и что возможно, Викул Морозов хочет воспользоваться этим и присвоить себе это название лишь для того, чтобы продавать свои товары более успешно — но это может принесет ущерб предприятию Т. С. Морозова. Тимофей Морозов также заявил, что раньше фабрика В. Е. Морозова называлась «Сухоборской мануфактурой», и только недавно появились ярлыки, на которых стала содержаться надпись «Никольская мануфактура». По словам Тимофея Саввича, его мануфактура стала называться Никольской еще в 1840-х годах, а племянник решил использовать это название только недавно. Т. С. Морозов считал, что ходатайство племянника об утверждении товарищества с названием, подобным на название его уже существующей, Никольской мануфактуры, является несправедливым и незаконным .

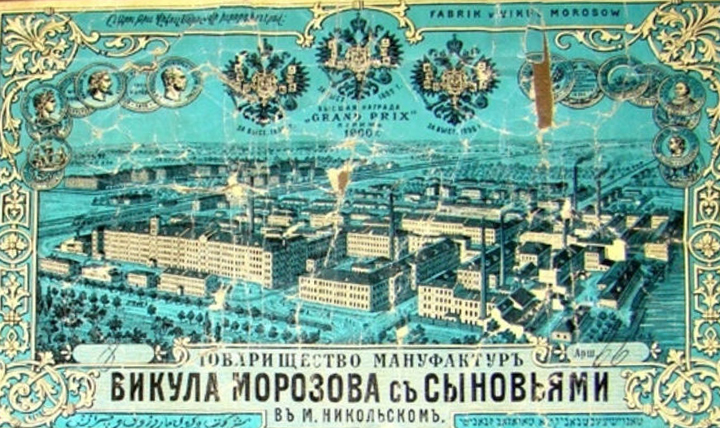
Ярлык Викуловской мануфактуры

Викул Елисеевич также написал губернатору и изложил свое видение и версию событий. Он утверждал, что у его фабрики также есть веское основание называться именно Никольской мануфактурой. Викул Морозов заявил, что Тимофей Саввич где-то нашел ярлык «Сухобороской мануфактуры Елисея Морозова с сыном» — мануфактуры с этим названием никогда не существовало, и представил его в Министерство финансов, для того, чтобы настоять на своем мнении — мануфактура Викула Морозова должна называться «Сухоборской мануфактурой», а не «Никольской мануфактурой». Викул Морозов заявлял, что ярлык, предоставленный его дядей, был сделан видимо на пробу в то время, когда еще был жив Елисей Морозов, и никогда не использовался на практике. Викул Морозов утверждал, что фабрика при нём и при его отце Елисее Морозове, всегда называлась исключительно «Никольской мануфактурой». В. Е. Морозов просил губернатора защитить его от притязаний дяди и оставить его фабрике родное имя, которое используется уже не одно десятилетие. Существуют свидетельства, что в действительности и Викул Морозов, и его отец Елисей, действительно называли мануфактуру Сухоборской.
Власти разрешили Викуле Морозову использовать название «Товарищество мануфактур Викула Морозова с сыновьями в местечке Никольском» — 17 декабря 1882 года был утвержден устав Товарищества, председателем правления стал Викул Елисеевич. Вместе с Викулом Елисеевичем, паевое общество основали его жена Евдокия Никифоровна, их сыновья Алексей, Федор, Сергей, Иван, Елисей, а также крестьянин-собственник Иван Кондратьевич Поляков. В составе Товарищества была прядильная фабрика, ткацкая фабрика, белильно-красильная, набивная и отделочная. В собственности Товарищества были также прядильная и ткацкая фабрики в селе Савино Богородского уезда Московской губернии. Численность рабочих там составляла 1986 человек. В Уставе Товарищества было записано, что владеть паями могут только русские подданные христианского вероисповедания.

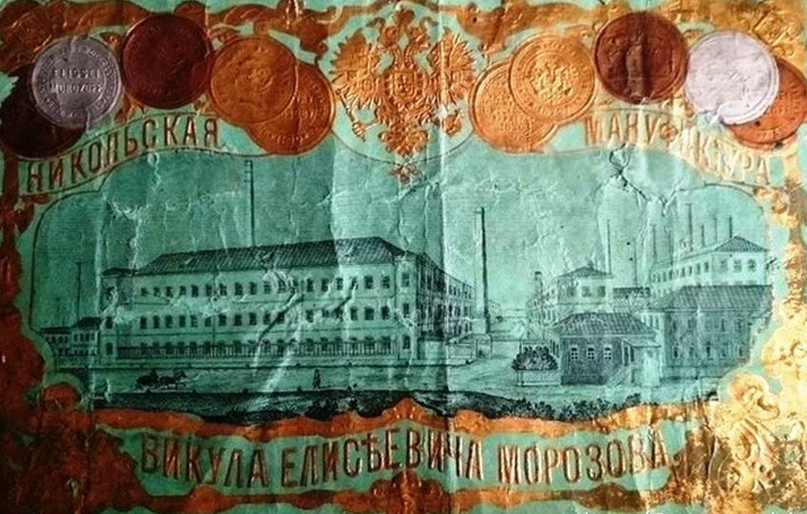
Ярлык Викуловской мануфактуры

В 1892—1894 году Викул Елисеевич Морозов занимался строительством усадебного комплекса в Одинцово-Архангельском, архитектором стал Фёдор Осипович Шехтель.
Викул Елисеевич Морозов занимался благотворительностью. Он жертвовал средства на строительство Московского Александровского коммерческого училища и на нужды Психиатрической больницы им. Н. А. Алексеева.
Викул Елисеевич Морозов умер в 1894 году, был похоронен на Преображенском кладбище в Москве. Мавзолей В. Е. Морозова спроектировал Ф. О. Шехтель.
Викул Морозов завещал 1500 рублей Правительству Владимирского Благотворительного общества для того, чтобы был образован неприкосновенный фонд ремесленно-грамотной школы этого общества. Еще 1500 рублей он выделил на текущие расходы школы. Император решил присвоить этому капиталу имя В. Е. Морозова.
После смерти Викула Морозова, руководить делами Товарищества стал его сын, Алексей Викулович Морозов. Викул Елисеевич оставил своему сыну 600 тысяч рублей для того, чтобы наследник в течение четырех лет потратил эти деньги на благотворительность, на приказчиков и служащих, за исключением Полякова и Суслова, которым достались паи.

## Семья
Женой Викула Морозова была Евдокия Никифоровна, в девичестве Кочегарова (1838—1894) — дочь купца и попечителя Преображенского богадельного дома.
У них было 11 детей, 5 сыновей и 6 дочерей: Алексей, Фёдор, Сергей, Иван, Елисей, Вера, Людмила, Мария, Евгения, Екатерина и Евдокия.
Алексей Викулович Морозов был коллекционером и жил во Введенском переулке. Там же проживал его брат, Сергей Викулович (1860—1921). Алексей Викулович приобрел популярность как коллекционер русского фарфора и русских портретов.
Иван Викулович (1865—1933) был Гласным МГД и занимался делами фирмы после смерти отца. Его женой была Варвара Александровна Воронова (1875—1937) — в прошлом артистка балета Большого театра. Фёдор Викулович Морозов (1859—1897) был отцом двух сыновей: Александра и Бориса.

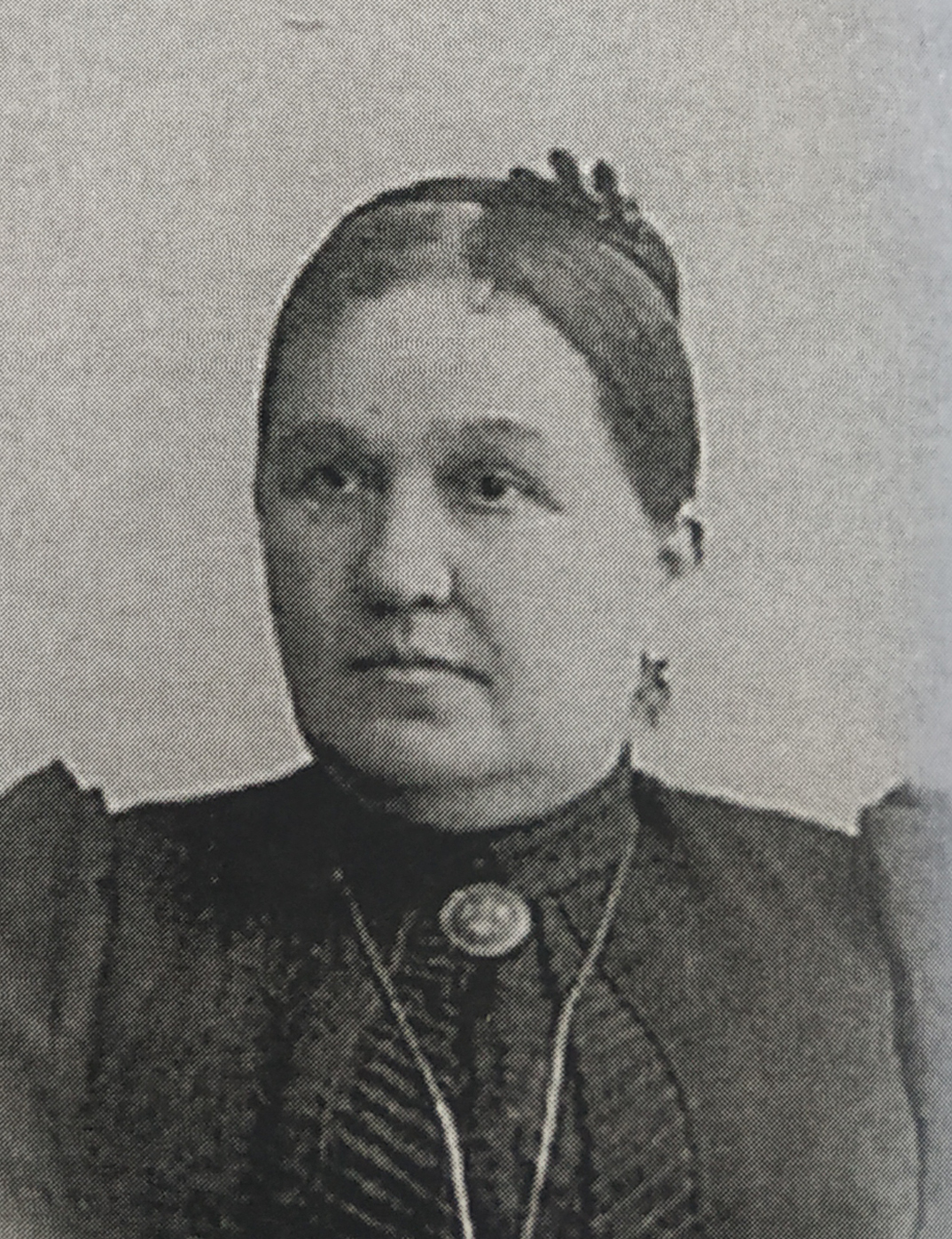
Евдокия Никифоровна Морозова (Кочегарова). Супруга Викула Морозова

Вера Викуловна Морозова (1858—1916) была замужем за мебельным фабрикантом Павлом Александровичем Шмитом. У них родился сын — Николай Павлович Шмит (1883—1907) и несколько дочерей. Одна из них, Екатерина (1884—1941), вышла замуж за Андриканиса, мать кинорежиссера и оператора Евгения Николаевича Андриканиса (1909—1993), бабушка киноактрисы Татьяны Евгеньевны Лавровой (1938—2007). Вторая дочь, Елизавета (1887—1937), была замужем за Виктором Константиновичем Таратутой.
Людмила Викуловна (1863—1936) вышла замуж за Г. И. Зимина, который приходился братом С. И. Зимину. Евгения Викуловна (1865 — после 1915) вышла замуж за Г. И. Любушкина. Екатерина Викуловна (1866—1937) была женой текстильного фабриканта В. А. Горбунова. Евдокия Викуловна (1870—1943) вышла замуж за С. В. Кокорева, сына В. А. Кокорева.

## Награды
- 1870 год — Никольская мануфактура «Викула Морозова с сыновьями» приняла участие во Всероссийской мануфактурной выставке в Санкт-Петербурге, на которой Викул Морозов получил золотую медаль за особенно хорошую отбелку и отделку миткаля, а также за хорошую выработку разнообразных бумажных тканей и пунцовых ситцев[23][5].

- 1872 год — Большую золотую медаль от Императорского общества любителей естествознания, антропологии, и этнографии при Императорском Московском университете. Награда была вручена за высокое качество бумажных, беленых, крашеных и пестротканных изделий[5][24].

- 1872 год — Ткацкая мануфактура Викула Морозова получила награду Политехнической выставки в Москве.

- 1873 год — Получена возможность использовать Государственный герб на вывесках и изделиях мануфактуры[24].

- 1873 год — Медаль на Промышленной выставке в Вене[24].

- 1875 год — Серебряная медаль за хлопчатобумажные изделия на Всеобщей выставке торговли, промышленных и сельскохозяйственных продуктов в Митаве[24].

- 1878 год — Серебряная медаль на Всемирной выставке в Париже[24].

- 1882 год — Никольская мануфактура Викула Морозова получила право использовать на вывесках и изделиях изображение государственного герба за постоянное улучшение качества продукции.

- 1891 год — Товарищество мануфактур «Викула Морозова с сыновьями» награждено золотой медалью на Средне-Азиатской выставке в Москве[24].

- 1893 год — Бронзовая медаль при почётном дипломе на Колумбовой выставке в Чикаго. Награда была вручена за бумажные изделия, которые были представлены на выставке. Товарищество получило право использовать изображение этой награды на клеймах, этикетках, ярлыках и вывесках[25].